# 鉤骨
鉤骨（Hamate）或鉤狀骨（unciform bone）是人類手腕上的骨頭，其主體成楔形，且有一鉤狀骨突，向掌面突出。 

## 構造
鉤骨為手腕中一塊形狀不規則的腕骨，位於較遠端一排的腕骨，且緊靠著小指和無名指的掌骨:708–709。
豌豆骨位於鉤骨的尺側，並略高於它 。頭狀骨則位於鉤骨的橈側，近端則與月骨相連:708–709。

### 表面
鉤骨有六個面：
- 上側：頂尖收窄，上方凸起， 表面平滑，和月骨相連並形成關節。
- 下側：關節有四個和五個掌骨，通過由脊分開的凹面。
- 背側：為三角形且粗糙是韌帶的附屬物。
- 掌側：尺側有一鉤狀突（英语：Hamulus of hamate bone）（hamulus），朝向掌面和外側突出。
- 內側：通過長方形骨面與三角骨相接，關節切面走向自上方往內下方斜切。
- 側面：上端和後端與頭狀骨連接，其餘部分粗糙，以利韌帶附著。

### 鉤狀突

左手的鉤骨。鉤狀突以紅色顯示。

鉤狀突（hamulus）在鉤骨的近端和尺側的部分。鉤的形狀大致為弧形，鉤長約為1-2公分。
鉤狀突會形成腕隧道的尺側，以及尺管的橈側。許多結構連接著它，包括豌豆骨的韌帶，橫腕韌帶（transverse carpal ligament），以及尺側腕屈肌的肌腱。
內面則連接的屈小指短肌和小指對掌肌；外側邊則為腱進入手掌的屈肌肌腱。

### 發育
鉤骨的骨化作用大約始於1到12個月大之間。骨化的過程大約會一直延續至15歲之後才會完成。

### 在動物中
鉤骨在許多其他哺乳動物體內也有發現，與爬行類和兩棲類的「第四遠端腕骨」同源。

## 功能
鉤骨為腕骨中的其中一塊，與其他骨骼共同形成手的結構:708。

## 臨床意義
當高爾夫球手用球桿打擊地面時，鉤骨是最常骨折的骨頭。骨折通常是疲勞性骨折，通常在正常的X射線上不易發現。骨折的症狀包含鉤骨壓痛，以及抓握時疼痛感增強，並會合併尺神經發炎的症狀。特徵是小指及部分無名指尺側 ½ 部分麻木和無力。  
由於其血液供應較弱 ，鉤骨的鉤子特別容易出現與骨折相關的併發症，如無法癒合。
常見的傷害也發生在棒球運動員中，有些職業棒球員甚至在職涯中移除了自己的鉤骨。這類狀態被稱為「威爾遜的手腕」（Wilson's Wrist）。
X光可以觀測，青春期期間鉤骨的鈣化，有時用於齒顎矯正學以確定青少年患者是否適合進行齒顎矯正。

## 詞源
鉤骨一詞的拉丁文「Hamate」源自於拉丁語的「hamus」，意指「鉤」。

## 圖像

左手鉤骨位置（以紅色顯示）。
左手的鉤骨。鉤狀突起的地方稱作鉤狀突（英语：Hamulus of hamate bone）。
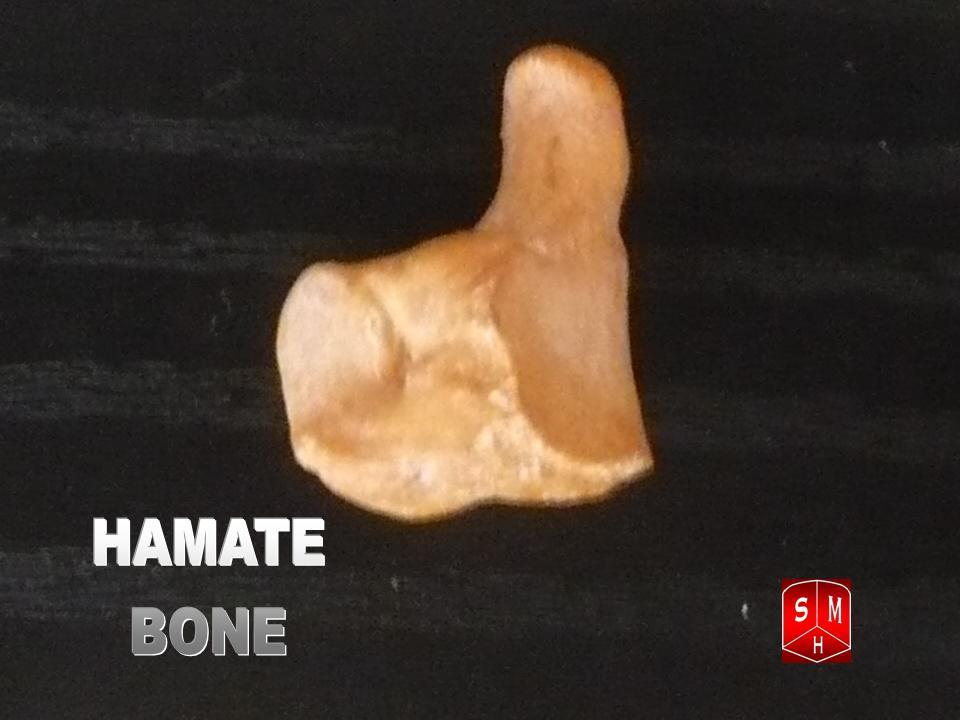
鉤骨
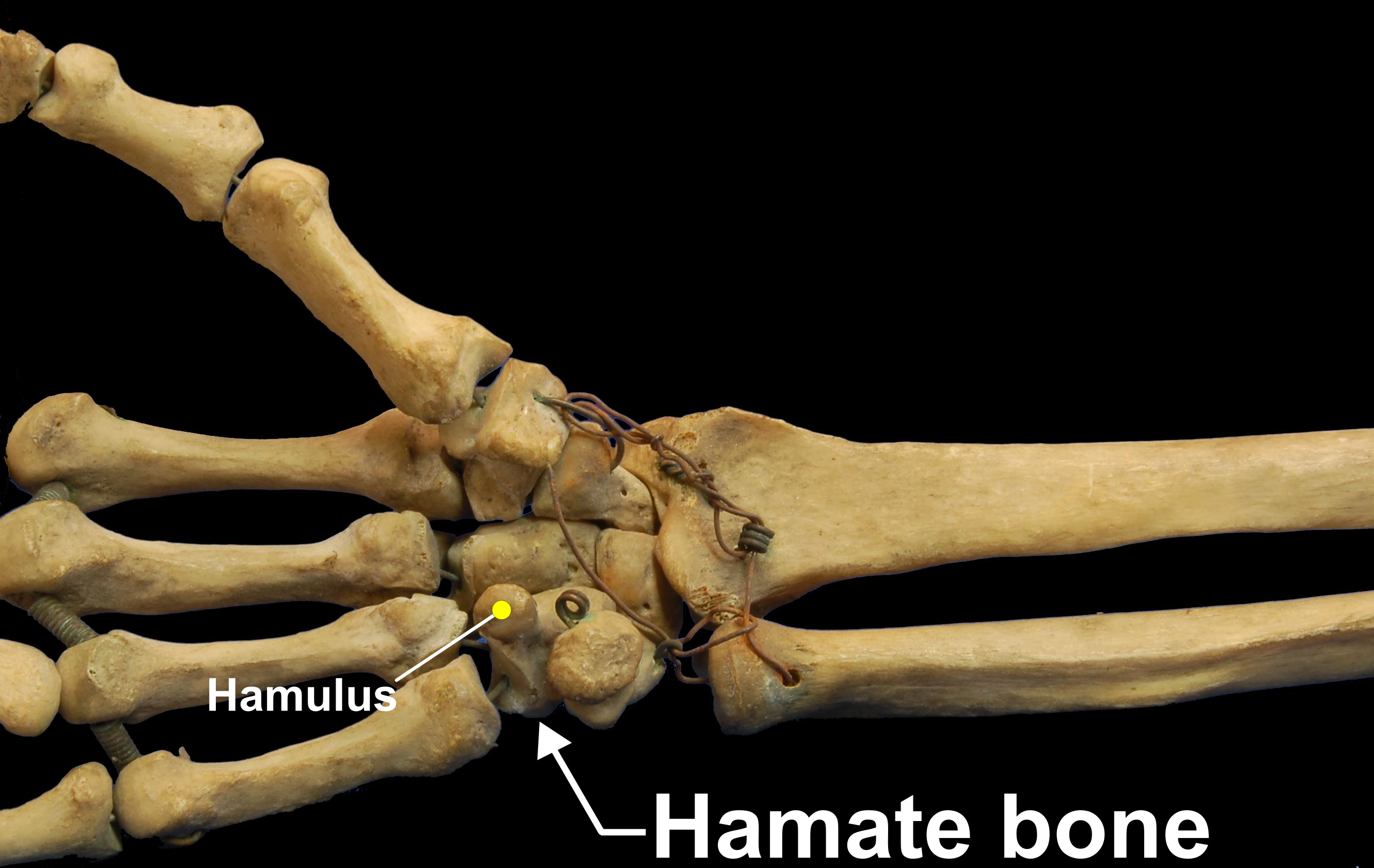
右手的前視圖（手掌視圖）。在拇指的上面。
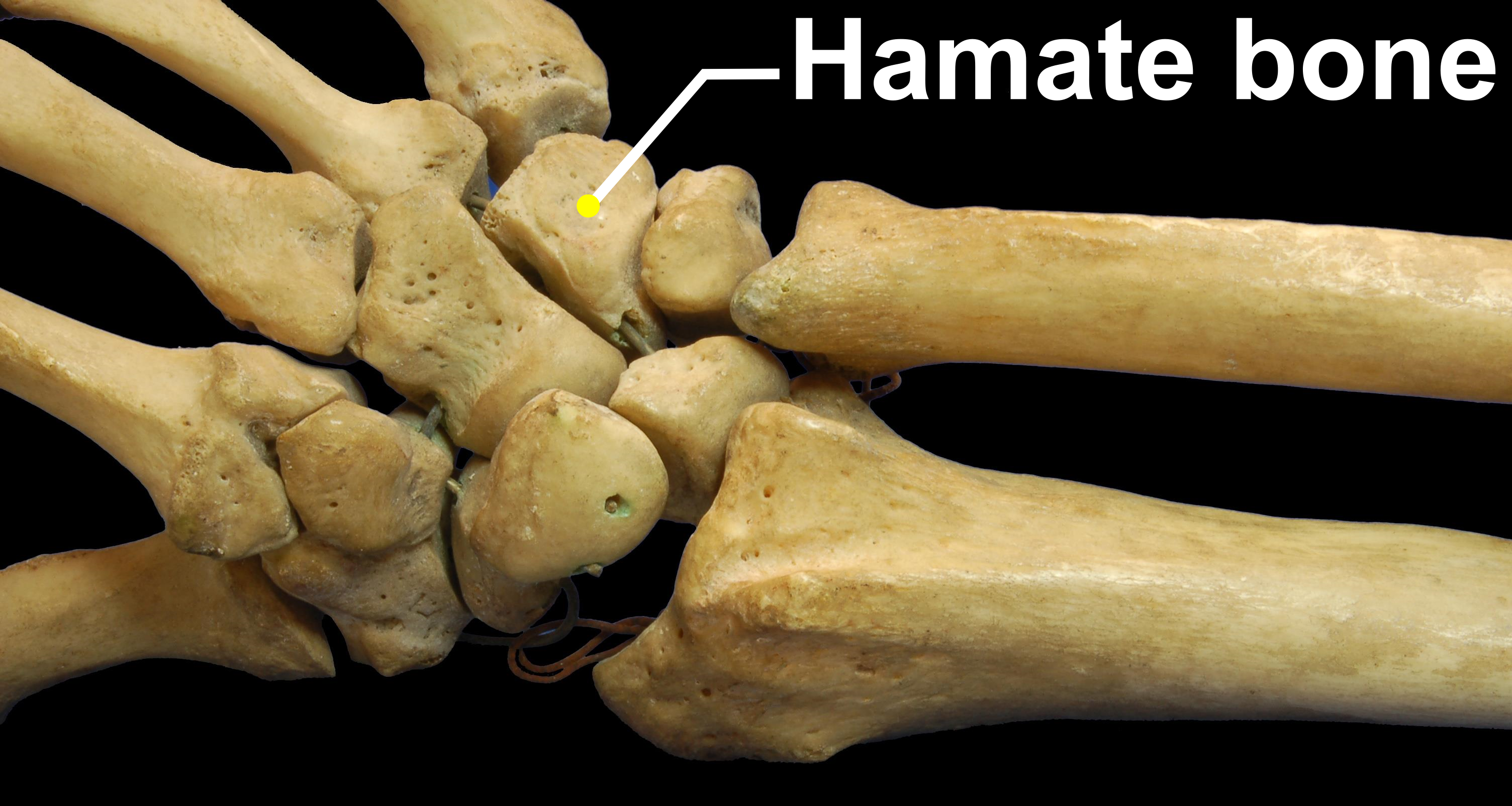
右手的後部視圖（背視圖），在拇指的基部。
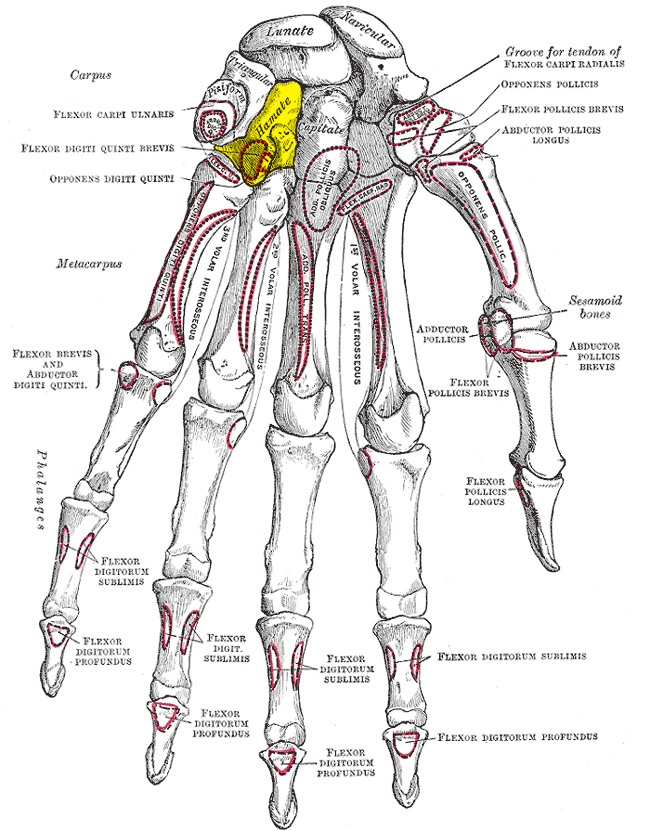
左手掌側面，鉤骨以黃色標示。
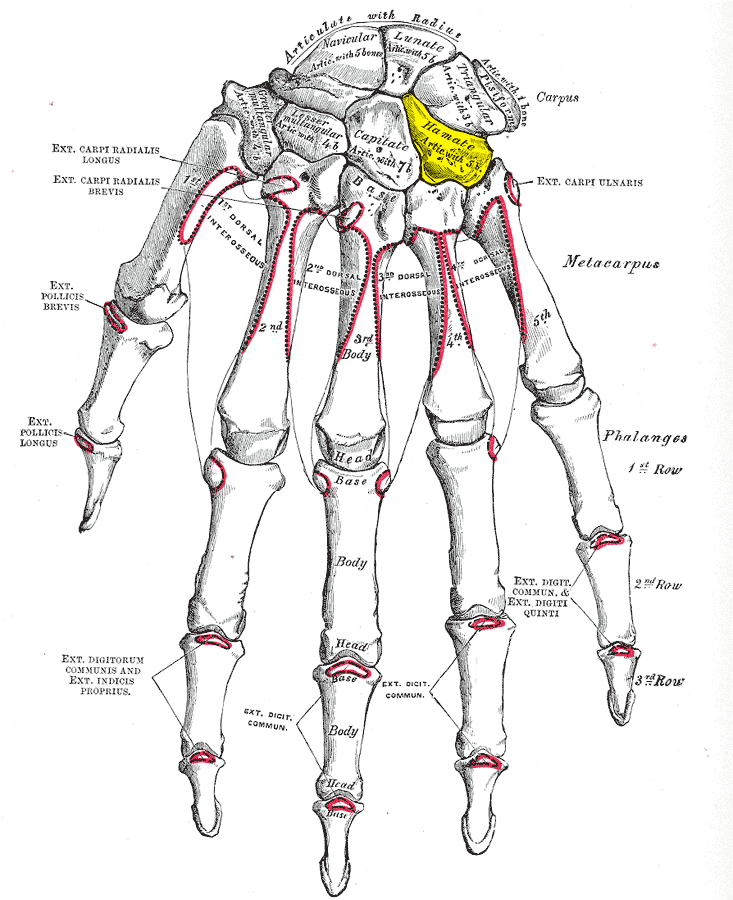
左手掌背面，鉤骨以黃色標示。
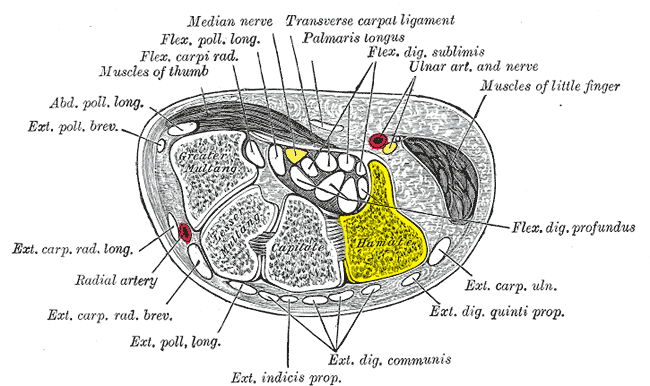
手腕和手指的橫截面，鉤骨以黃色標示。
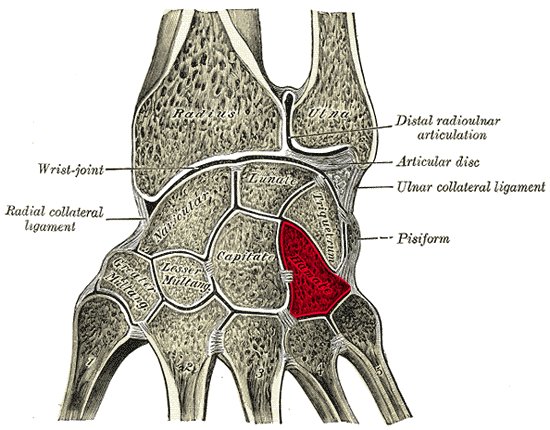
手腕的截面（左手的拇指），鉤骨以紅色標示。
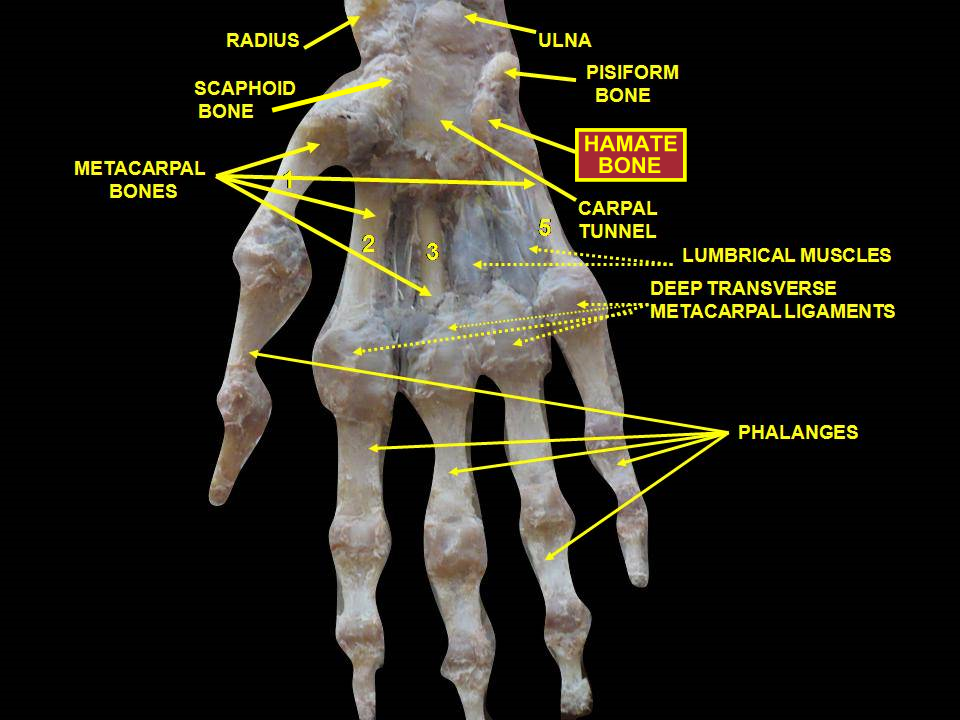
右手腕關節深層解剖，掌面觀。